# Cantharocnemis burchelli
Cantharocnemis burchelli là một loài bọ cánh cứng trong họ Cerambycidae.